# Белл Тауншип (округ Джефферсон, Пенсільванія)
Белл Тауншип (англ. Bell Township) — селище (англ. township) в США, в окрузі Джефферсон штату Пенсільванія. Населення — 2010 осіб (2020).

## Демографія
Згідно з переписом 2010 року, у селищі мешкало 2056 осіб у 836 домогосподарствах у складі 611 родини. Було 924 помешкання
Расовий склад населення:
| - 98,8 % — білих - 0,2 % — корінних американців |

До двох чи більше рас належало 0,8 %. Частка іспаномовних становила 0,1 % від усіх жителів.
За віковим діапазоном населення розподілялося таким чином: 20,2 % — особи молодші 18 років, 62,2 % — особи у віці 18—64 років, 17,6 % — особи у віці 65 років та старші. Медіана віку мешканця становила 45,7 року. На 100 осіб жіночої статі у селищі припадало 100,6 чоловіків;  на 100 жінок у віці від 18 років та старших — 97,6 чоловіків також старших 18 років.
Середній дохід на одне домашнє господарство  становив 58 438 доларів США (медіана — 46 941), а середній дохід на одну сім'ю — 69 468 доларів (медіана — 61 250). Медіана доходів становила 50 455 доларів для чоловіків та 36 150 доларів для жінок. За межею бідності перебувало 13,3 % осіб, у тому числі 20,9 % дітей у віці до 18 років та 13,1 % осіб у віці 65 років та старших.
Цивільне працевлаштоване населення становило 956 осіб. Основні галузі зайнятості: освіта, охорона здоров'я та соціальна допомога — 33,8 %, виробництво — 12,2 %, роздрібна торгівля — 8,6 %, транспорт — 8,5 %.